# Vila Vlastimila
Vila Vlastimila je dvojpodlažní stavba architekta Dušana Jurkoviče v Luhačovicích.
Vila v architektonickém ztvárnění obměňuje odlehčování stavby směrem nahoru, přičemž v detailech naplno využívá motivy geometrické secese. Přízemí je pevně ukotvené v zemi naturalistickým kamenným obkladem soklu, nárožním opěrákem či klenákem v horní části poměrně malých pravoúhlých oken. Z kompozice stavby jako celku, především však ze vstupního průčelí dýchá symetrie. Průčelí má uprostřed výrazné prosklení schodišťové haly a v postranních osách poschodí polygonální arkýře, (tři strany osmiúhelníku) s vloženou hrázděnou konstrukcí. Vstup má představené kamenné schodiště, stylem odpovídající  masivnosti soklu a podestu flankovanou dvěma kuželovýma pylóny s kulovým zakončením. Navzdory kompaktnosti omítnutých stěn, na rozdíl od pevnostního  rázu přízemí, horní podlaží působí odlehčeně díky větším okenním výřezům, trelážím v jejich orámování, lodžií oživeným dřevěnými sloupky a parapety a též díky proskleným arkýřovým oknům. Střecha krytá taškami má formování v karpatském stylu, s valbou nad středem průčelí a s kuželovitými stříškami arkýřů po stranách. Ve vile je patrný pořádek a praktická jednoduchost. Můžeme si také povšimnout pravoúhlého geometrického rastru oken, který v detailech změkčují řezbářsky a barevně zdobené sloupky a výplňové panely lodžie, krakorce nesoucí římsy. Škálu dekorativních prostředků rozšiřují ozdobné detaily z kovu.
Vila je v 21. století provozována jako penzion.